# Minibiotus lazzaroi
Minibiotus lazzaroi är en djurart som tillhör fylumet trögkrypare, och som först beskrevs av Walter Maucci 1986.  Minibiotus lazzaroi ingår i släktet Minibiotus och familjen Macrobiotidae. Inga underarter finns listade i Catalogue of Life.